# Radava
Pour l’article homonyme, voir Radava (Centar).
Radava est une commune du district de Nové Zámky, dans la région de Nitra, en Slovaquie.

## Histoire
La première mention écrite du village date de 1237.

## Démographie

### Évolution de la population
| Année:               | 1994. | 2004.    | 2014.   | 2024.   |
| -------------------- | ----- | -------- | ------- | ------- |
| Nombre de personnes: | 960   | 853      | 778     | 740     |
| Différence:          |       | -11,14 % | -8,79 % | -4,88 % |

| Année:               | 2023. | 2024.   |
| -------------------- | ----- | ------- |
| Nombre de personnes: | 737   | 740     |
| Différence:          |       | +0,40 % |